# Helligdagskaktus
Helligdagskaktus (Schlumbergera) er nært beslægtede arter, og de er alle sukkulente planter, der gror som epifytter i 1000-1700 meters højde i Orgelbjergene, Serra do Mar, i Brasilien. Nogle Helligdagskaktus er krydsninger mellem Schlumbergera truncata og Schlumbergera russelliana, som blev foretaget for ca. 150 år siden i England.
| Arter |

- Julekaktus (Schlumbergera truncata): "ikke-tandet" form
- Novemberkaktus (Schlumbergera x buckleyi): "tandet" form
- Påskekaktus (Hatiora gaertneri).

Sorter
- 'Marie' (højrøde blomster)
- 'Sonja' (lyserøde blomster)
- 'Delikatum' (hvide blomster)
- 'Sanne' (flødehvide blomster)
- 'Dark Sonja' (cyclamenrøde blomster)
- 'Orange Triumph' (orangerøde blomster)
- 'Tina' (hvide blomster)
- 'Dark Marie' (mørkt røde blomster)

Ikke indplacerede, botaniske navne, som også bliver brugt om "helligdagskaktus":
- Epiphyllum altensteinii, Schlumbergera truncata var. altensteinii, Zygocactus truncatus var. altensteinii, Epiphyllum bridgesii, Epiphyllum truncatum var. bridgesii, Zygocactus bridgesii, Epiphyllum delicatum, Schlumbergera truncata var. delicata, Zygocactus delicatus, Epiphyllum ruckeri, Epiphyllum ruckerianum, Cactus truncatus, Epiphyllum truncatum.